# 굿 걸스 리볼트
《굿 걸스 리볼트》(영어: Good Girls Revolt)는 아마존 비디오에서 미국의 웹-텔레비전 드라마이다. 린 포비치(Lynn Povich)가 쓴 동명의 소설을 원작으로 한다. 2016년 10월 28일부터 아마존 비디오를 통해 배급 되고있다.

## 줄거리
1960년대 후반, 뉴스 매거진 "뉴스 오브 더 위크"에서 일하는 젊은 여성 조사원들에 관한 이야기.